# Suhindol
Suhindol (in bulgaro Сухиндол?) è un comune bulgaro situato nella regione di Veliko Tărnovo di 2 886 abitanti (dati 2009). La sede comunale è nella località omonima.

## Località
Il comune è formato dall'insieme delle seguenti località:
- Suhindol (sede comunale)
- Bjala Reka
- Gorsko Kalugerovo
- Gorsko Kosovo
- Koevci
- Krasno Gradište